# Чигирево
Чигирево — деревня в Калязинском районе Тверской области, входит в состав Алфёровского сельского поселения.

## География
Деревня находится в 2 км на северо-восток от райцентра города Калязина, в 2 км от деревни расположен остановочный пункт Чигирёво на ж/д линии Калязин — Углич.

## История
В конце XIX — начале XX века деревня входила в состав Степановской волости Калязинского уезда Тверской губернии. В 1888 году в деревни было 35 дворов, два кирпичных завода, маслобойня, мелочная лавка; местный промысел: кирпичный; отхожий — служба по торговым заведениям в Москве.
С 1929 года деревня являлась центром Чигиревского сельсовета Калязинского района Кимрского округа Московской области, с 1935 года — в составе Калининской области, с 2005 года — в составе Алфёровского сельского поселения.

## Население
| 1859 | 1888 | 1997 | 2002 | 2010 |
| ---- | ---- | ---- | ---- | ---- |
| 156  | ↗210 | ↘114 | ↗128 | ↘107 |

## Экономика
В деревне расположен кролиководческий комплекс "Агрохолдинг «Семиречье».